# Круг Асмэры
Круг Асмэры (англ. Asmara Circuit) — шоссейная однодневная велогонка, проходившая по территории Эритреи с 2013 по 2017 год.

## История

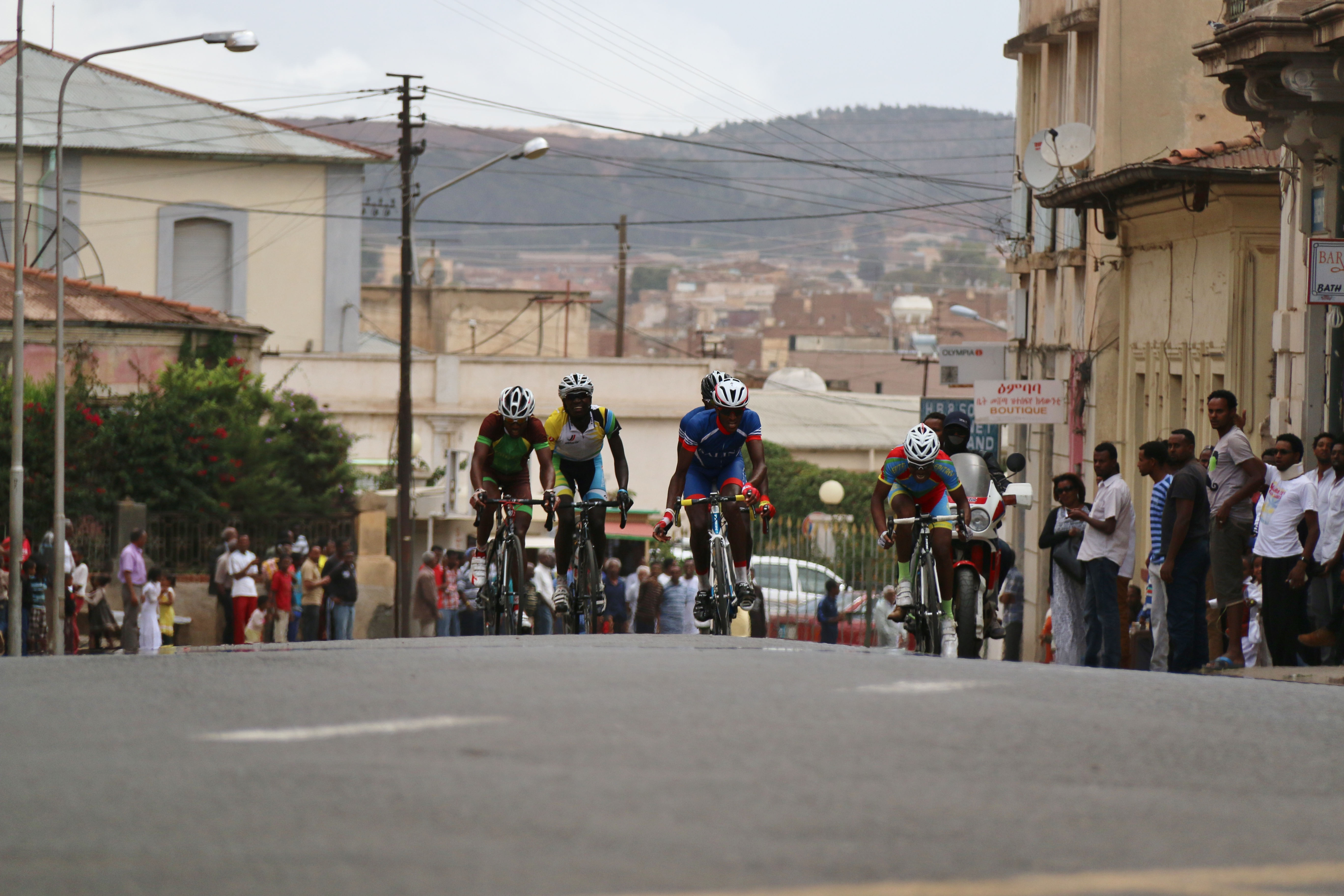
Гонка 2016 года

Гонка была создана в 2013 году и прошла в конце февраля. Затем последовал перерыв на два года в её проведении как и других эритрейских гонок.
В 2016 году была возобновлена, а время проведения было перенесено на конец апреля. В 2017 году прошла в очередной раз и после этого больше не проводилась.
Все издания гонки входили в календарь Африканского тура UCI с категорией 2.1 и проходили сразу после Тура Эритреи.
Маршрут гонки был проложен по улицам города Асмэры — столицы Эритреи и представлял собой круг протяжённостью около 11 км  который преодолевался более 10 раз. Профиль трассы имел небольшой рельеф. Общая протяжённость дистанции составляла чуть менее 130 км.
Организатором выступала Национальная федерация велосипедного спорта Эритреи (ENCF).

## Призёры
| Год                      | Победитель       | Второй            | Третий       |
| ------------------------ | ---------------- | ----------------- | ------------ |
| 2013                     | Абделла Бен Юсеф | Даниэль Теклай    | Нахом Десале |
| 2014–2015 не проводилась |                  |                   |              |
| 2016                     | Йонас Фисахай    | Аклилу Гебрехивет | Давид Хайле  |
| 2017                     | Микиэль Хабтом   | Джаханна Тесфайе  | Саймон Мьюзи |